# サーラ・コンシリーナ
サーラ・コンシリーナ（伊: Sala Consilina）は、イタリア共和国カンパニア州サレルノ県にある、人口約13,000人の基礎自治体（コムーネ）。

## 地理

### 位置・広がり

#### 隣接コムーネ
隣接するコムーネは以下の通り。括弧内のPZはポテンツァ県所属を示す。
- アーテナ・ルカーナ
- ブリエンツァ (PZ)
- マルシコ・ヌオーヴォ (PZ)
- パドゥーラ
- サッサーノ
- テッジャーノ

## 行政

### 分離集落
サーラ・コンシリーナには、以下の分離集落（フラツィオーネ）がある。
- Grecia, Quattro Querce, San Raffaele, San Rocco, San Sebastiano, Sant'Antonio, Sant'Eustachio, Santo Leo, Santo Stefano, Trinità, Sant'Angelo, Fondi